# Dzierzgoń (przystanek kolejowy)
Dzierzgoń – zamknięty przystanek osobowy i ładownia a dawniej stacja kolejowa w Dzierzgoniu na linii kolejowej nr 222 Małdyty – Malbork, w województwie pomorskim. Włączony w granice Dzierzgonia w 1954 roku; dotąd Dzierzgoń należał do powiatu sztumskiego w woj. gdańskim, a stacja kolejowa do pow. morąskiego w woj. olsztyńskim (gmina Stary Dzierzgoń, gromada Stare Miasto).